# Sadus
Sadus je americká tříčlenná thrash/death metalová skupina z kalifornského města Antioch. Byla založena roku 1984 a současnými členy jsou Darren Travis jako kytarista a zpěvák, John Allen hrající na bicí a Steve Di Giorgio, zpěvák a jeden z nejlepších metalových baskytaristů. Mezi největší vzory Sadusu patří např. o tři roky starší Slayer, který ale překonali v agresivitě a rychlosti hudby.
V roce 1986 vydali demo nazvané D.T.P. (znamená Death to Posers, česky Smrt pozérům). V roce 1988 vlastní produkcí vydali první studiové album nazvané Illusions, které bylo v reedici Roadrunner Records pojmenováno jako Chemical Exposure.

## Diskografie

### Dema
- D.T.P. (1986) - zkratka Death to Posers.
- Certain Death (1986)

### Studiová alba
- Illusions (1988) - známé i pod jménem Chemical Exposure
- Swallowed in Black (1990)
- A Vision of Misery (1992)
- Elements of Anger (1997)
- Out for Blood (2006)
- The Shadow Inside (2023)

### Kompilace
- Chronicles of Chaos (1997)
- DTP demo 1986 (2003) - obsahuje demo D.T.P. z roku 1986 (skladby 1–6) a také demo Certain Death z roku 1987 (skladby 7–8).